# 親密束縛
《親密束縛》（英語：Bonding，標題設計寫為）是美國黑色幽默網路電視劇，於2019年4月24日在Netflix上首映。由柔伊·萊文（Zoe Levin），布伦丹·斯内尔（Brendan Scannell），米卡·斯托克（Micah Stock），西奥·斯托克曼（Theo Stockman）和達西·卡登（D'Arcy Carden）等人主演。2020年1月16日，宣布續訂第二季，並於2021年1月27日在Netflix上發布。
根據報導，本劇約略基於創作者Rightor Doyle的個人經驗編撰而成。2021年7月，本劇在第二季後被取消。

## 概要
蒂芙妮（Tiff Chester）（柔伊·萊文飾演）是一名心理系的學生，夜裡則擔任調教師。她拉了高中摯友彼得·戴文（Pete Devin）（Brendan Scannell飾演）來擔任自己的助理，他是名同性戀。 原本有些疏遠的兩個角色在曼哈顿重新連結：彼得在這座城市擔任服務生，即便有著舞台恐懼症仍立志成為喜劇演員。 蒂芙（Tiff）則在個人生活與學校、工作間掙扎，嘗試尋求平衡。彼得（Pete）在接觸受虐狂和性虐待（BDSM）後，這一切逐步幫助他從生活中獲得解放。 

## 演員名單

### 主要演員
- 柔伊·萊文（Zoe Levin）飾演蒂芙妮（Tiffany“Tiff” Chester），住在纽约市的心理学研究生。夜裡以「梅爾大人」（Mistress May）為名擔任調教師（英语：Dominatrix）。她拉拢了並協助彼得成為她的助手。
- 布伦丹·斯坎内尔（Brendan Scannell）飾演彼得·“皮特”·戴文（Peter“Pete” Devin），他是一名年輕的同性戀男子，後來成为蒂芙（Tiff）的助手。他最初選擇的暱稱為卡達（Carter），但後來被稱為卡達主人（Master Carter）。

## 集數
| 季數 | 集数 | 集数 | 上線日期      | 上線日期      |
| ---- | ---- | ---- | ------------- | ------------- |
| 1    | 7    | 7    | 2019年4月24日 | 2019年4月24日 |
| 2    | 8    | 8    | 2021年1月27日 | 2021年1月27日 |

## 外部連結
- Bonding on Netflix
- 互联网电影数据库（IMDb）上《親密束縛》的资料（英文）